# Дзьобоподібна кістка
Дзьобоподі́бна кі́стка, вороняча кістка, коракоїд (лат. os coracoideum) — парна кістка у всіх хребетних, крім звірів. У звірів (включно з людиною) ця кістка зрощена з лопаткою, творячи дзьобоподібний виросток.
В інших чотириногих ця кістка має виїмку на дорсальній поверхні, яка разом з подібною виїмкою на вентральній поверхні лопатки формує заглиблення, в якому розміщується проксимальний кінець плечової кістки. 
У плазунів ця кістка простягається від верхньої черевної поверхні до грудини.